# Ceri(IV) sulfat
Ceri(IV) sulfat, còn được gọi là Ceri disulfat, là một hợp chất vô cơ. Nó tồn tại dưới dạng muối khan Ce(SO4)2, cũng như một vài dạng hydrat: Ce(SO4)2(H2O)x, với x bằng 4, 8, hoặc 12. Các muối này có màu vàng hoặc vàng cam, dễ tan trong nước và acid loãng. Dung dịch trung hòa của nó dần dần phân hủy, tạo thành oxide màu vàng sáng – CeO2. Dung dịch ceri(IV) sulfat có màu vàng đậm. Tetrahydrat mất nước khi nung đến 180–200 ℃.

## Ứng dụng
Ion ceri(IV) là một chất oxy hóa mạnh, đặc biệt trong điều kiện có acid. Nếu thêm ceri(IV) sulfat vào acid chlorhydric loãng, thì nguyên tố chlor được hình thành, mặc dù chậm. Với các chất khử mạnh hơn nó phản ứng nhanh hơn nhiều. Ví dụ, với sulfit trong môi trường acid nó phản ứng nhanh và hoàn toàn.
Khi các hợp chất ceric +4 bị khử xuống số oxy hóa +3 (cerơ), phản ứng diễn ra như sau:
Ce4+ + 1e →  Ce3+
Hợp chất cerơ thường không màu.
Ceri(IV) sulfat được sử dụng trong hóa học phân tích để chuẩn độ oxy hóa khử, thường cùng với chỉ số oxy hóa khử.
Một hợp chất có liên quan là ceri amoni sulfat.
Độ tan của Ce(IV) trong acid methanesulfonic xấp xỉ 10 lần giá trị có thể đạt được trong các dung dịch acid chứa sulfat.

## Muối kiềm
Muối kiềm 3Ce(SO4)2·Ce(OH)4 (= Ce2(SO4)3(OH)2) là chất rắn màu vàng, d = 3,18 g/cm³.

## Hợp chất khác
Ce(SO4)2 còn tạo một số hợp chất với NH3, như Ce(SO4)2·4NH3 là chất rắn màu vàng.